# Comuna Voshod, Krasnohvardiiske
Voshod (în ucraineană Восход) este o comună în raionul Krasnohvardiiske, Republica Autonomă Crimeea, Ucraina, formată din satele Ceapaieve, Dohodne, Klîmove, Nahimove, Novosilți, Plodorodne, Volodîmîrove, Voshod (reședința), Znameanka și Zorea.

## Demografie
Componența lingvistică a comunei Voshod
     Rusă (77,1%)
     Ucraineană (13,35%)
     Tătară crimeeană (3,74%)
     Alte limbi (0,74%)
Conform recensământului din 2001, majoritatea populației comunei Voshod era vorbitoare de rusă (77,1%), existând în minoritate și vorbitori de ucraineană (13,35%) și tătară crimeeană (3,74%).